# Капустинський Анатолій Федорович
Анатолій Федорович Капустинський (1906—1960) — радянський учений-хімік і фізикохімік, доктор хімічних наук (1937), професор (1934), член-кореспондент Академії наук СРСР (1939). Один з основоположників термохімії ізотопів.

## Біографія
Народився 16 грудня (29 грудня за новим стилем) 1906 року в Житомирі, в родині бухгалтера і домогосподарки.
Спочатку навчався в 1-й Житомирській гімназії, а з 1915 року — в 1-й Варшавській гімназії. У 1921—1922 роках працював на фабриці фарб ВХУТЕМАСу. У 1922 році закінчив середню школу. У 1923 році вступив на хімічне відділення фізико-математичного факультету Московського університету (МДУ), яке закінчив в 1929 році (спеціалізація — хімія високих температур). Виконав дипломну роботу на тему: «Вивчення термічної дисоціації сірчистого кадмію».
- 1929—1941 — співробітник ВНДІ прикладної мінералогії (з 1935 року — Всесоюзний інститут мінеральної сировини).
- 1930—1932 — асистент кафедри фізичної хімії Московського вищого технічного училища.
- 1931—1933 — викладач у Московському хіміко-технологічному інституті імені Д. І. Менделєєва (МХТІ).
- 1932—1934 — викладач Військово-хімічної академії РСЧА.
- 1933—1937 — завідувач кафедри фізичної хімії Горьковського університету[6].
- 1937—1941 — завідувач кафедри фізичної хімії Московського інституту сталі їм. Й. В. Сталіна[7].

У 1935 році направлений Наркоматом важкої промисловості у відрядження для ознайомлення з науково-дослідницькою роботою в країнах Західної Європи та США. Працював у Каліфорнійському університеті в лабораторії відомого дослідника в галузі термодинаміки професора Г. Н. Льюїса над з'ясуванням термодинамічних властивостей дейтерію.
У 1937 році затверджений у науковому ступені доктора хімічних наук.
У 1941—1943 роках у евакуації працював у Казанському університеті, де очолював кафедру й лабораторію фізичної хімії Інституту загальної та неорганічної хімії Академії наук СРСР, а також читав студентам хімічного факультету курс фізичної хімії, спецкурс хімічної термодинаміки та факультативні курси з історії хімії та бібліографії. Із 1943 року і до кінця свого життя працював в Інституті загальної та неорганічної хімії Академії наук СРСР. Одночасно в 1943—1960 роках — завідувач кафедри загальної та неорганічної хімії, професор МХТІ ім. Д. І. Менделєєва, у 1945—1949 роках — професор МДУ, де читав спеціальні курси «Теоретичні основи сучасної неорганічної хімії» і «Хімія ізотопів». Автор робіт з історії неорганічної та фізичної хімії в Росії, а також біографій учених-хіміків: Д. І. Менделєєва, І. О. Каблукова, О. Є. Ферсмана, Г. Н. Льюїса, Ж. Л. Пруста, А. Авогадро.
Жив у Москві на Смоленському бульварі, 4; Яузькій вулиці; вулиці Великій Ординці, 29; Ленінському проспекті, 13.
Помер 26 серпня 1960 року в Москві. Похований на Новодівичому кладовищі. Разом із ним похована його дружина — Капустинська Наталія Петрівна (1904—1991).

## Суспільно-наукова діяльність
Входив до складу Головної редакції другого видання Великої радянської енциклопедії. Член редакційної колегії журналу «ИЗВЕСТИЯ АКАДЕМИИ НАУК. ОТДЕЛЕНИЕ ХИМИЧЕСКИХ НАУК». У 1957 році обраний головою Національного об'єднання радянських істориків хімії.

## Наукові праці
- Капустинский, А. Ф. Термодинамика химических реакций и её применение в металлургии и неорганической технологии / А. Ф. Капустинский; под ред. акад. Э. В. Брицке. — Л. : Гос. научно-техн. изд-во цв. и золото-платиновой пром-сти, Цветметиздат, 1933. — 224 с.: рис., табл.[13]
- Капустинский, А. Ф. Химические равновесия в неорганических системах / А. Ф. Капустинский; при участии З. Г. Пинскера и др. ; ГГУ НКТП СССР. — М.; Л. : ОНТИ НКТП СССР. Гл. ред. геолого–развед. и геодез. лит., 1936. — 98, [3] с., 3 л. вкл. ил. — (Труды Всесоюзного Научно-исследовательского института минерального сырья; вып. 109). — Загл. парал. рус., англ. яз.[14]
- Капустинский, А. Ф. Очерки по истории неорганической и физической химии в России: От Ломоносова до Великой Октябрьской социалистической революции / А. Ф. Капустинский; АН СССР, Ин-т истории естествознания. — М. ; Л.: изд-во АН СССР, 1949. — 166 с. — (Серия «Итоги и проблемы современной науки»). — Имен. указ.: с. 159—162. — Предм. указ.: с. 163—164.[15]
- Капустинский, А. Ф. Андрей Снядецкий и виленская школа химиков // А. Ф. Капустинский // ТР. Ин-та истории естествознания и техники. — 1956. — Т. 12. — с. 22—39.
- Брицке Э. В., Капустинский А. Ф. Термические константы неорганических веществ / ИМЕТ АН СССР. — Москва; Ленинград: АН СССР, 1949. — 1011 с.

## Нагороди
- Орден Трудового Червоного Прапора (10.06.1945)
- медалі
- Премія Комітету з хімізації СРСР — за праці з молекулярними структурами (1933)
- Премія ім. Л. В. Писаржевського Академії наук УРСР (1942) — за праці: «Термодинаміка іона марганцю й ентропії водних йонів» та «Про обчислення радіусів йонів із ентропії»[16].